# Vexin-sur-Epte
Vexin-sur-Epte – gmina we Francji, w regionie Normandia, w departamencie Eure. W 2013 roku liczba ludności na terenie obecnej gminy wynosiła 6097 mieszkańców. 
Gmina została utworzona 1 stycznia 2016 roku z połączenia 14 wcześniejszych gmin: Berthenonville, Bus-Saint-Rémy, Cahaignes, Cantiers, Civières, Dampsmesnil, Écos, Fontenay-en-Vexin, Forêt-la-Folie, Fourges, Fours-en-Vexin, Guitry, Panilleuse oraz Tourny. Siedzibą gminy została miejscowość Écos.